# Howard Kahane
Howard Kahane (19 de abril de 1928 - 2 de mayo de 2001) fue un profesor estadounidense de filosofía en el Bernard M. Baruch College de Nueva York. Se destacó por promover un enfoque popular, y no matemático, de la lógica, ahora conocido como lógica informal. Su publicación más conocida en esa área es su libro de texto Logic and Contemporary Rhetoric: The Use of Reason in Everyday Life, ahora en la 12.ª edición, publicada en 2014.
Otro libro de texto suyo que vio publicación póstuma es Logic and Philosophy: A Modern Introduction (12.ª edición en 2012).
Kahane se graduó con una maestría de la Universidad de California en Los Ángeles (1958) y recibió un doctorado de la Universidad de Pensilvania en 1962. Antes de Baruch College, Kahane enseñó en Whitman College, la Universidad de Kansas, la Universidad Americana y la Universidad de Maryland en Baltimore. 
Nancy Cavender, que es profesora emérita en el Colegio de Marín y coautora de ediciones posteriores del libro de texto de Kahane de 1971, también fue "su compañera", según el New York Times. Kahane fue padre de una hija.

## Legado
De acuerdo con la opinión del estudioso Michael A. Gilbert, antes del libro de Kahane de 1971, los planes de estudios de Estados Unidos en lo que respecto al pensamiento crítico y las falacias se enseñaban sobre todo con libros de texto (como la Introducción a la Lógica de Ircing Copi) en los cuales "las falacias se presentan en una manera breve y los ejemplos en su mayoría eran inventados o sacados de contexto. [...] El 'cambio radical' fue que el libro de Kahane tomó ejemplos actuales de periódicos y publicaciones que tratan temas que a los estudiantes les importaban o, al menos, reconocían. Esto significaba que las falacias estaban mejor elegidas que en los libros más antiguos ".
La profesora de lingüística Louise Cummings señala que el libro de Kahane marcó un "cambio al contexto", es decir, hacia criterios pragmáticos para evaluar los argumentos del lenguaje natural. Ella cita a Van Eemeren, Grootendrost y Henkemans (de la escuela pragma-dialéctica) en cuanto a que gracias a su enfoque contextual Kahane "agregó nuevas falacias a la lista tradicional, por lo que uno encontrará no solo ad hominem sino también provincialismo, no solo ad verecundiam, sino también la pista falsa, no sólo la generalización apresurada sino también la evidencia suprimida ".

## Obras selectas
- Howard Kahane (1962). Six Inductive Problems. Graduate School of Arts and Sciences, University of Pennsylvania.
- Howard Kahane (1969). Logic and Philosophy: A Modern Introduction, Wadsworth Publishing Company, OCLC 23149
- Howard Kahane (1971). Logic and Contemporary Rhetoric: The Use of Reason in Everyday Life, Wadsworth Publishing Company, OCLC 200634
- Howard Kahane (1995). Contract Ethics: Evolutionary Biology and the Moral Sentiments. Rowman & Littlefield. ISBN 0847681181. (requiere registro).